# Nurkén Abdírov
El Sargento Nurkén Abdirovich Abdírov (Idioma kazajo: Нурке́н Абди́рович Абди́ров) fue un militar y piloto soviético que fue premiado de manera póstuma como Héroe de la Unión Soviética el 31 de marzo de 1943 luego de su muerte durante la Batalla de Stalingrado. Abdírov es una figura legendaria en su ciudad natal, Karaganda (Kazajistán). Cuando el aeroplano de Abdírov fue inutilizado por el fuego enemigo alemán, él y su artillero Aleksandr Komissarov dirigieron el avión hacia una columna de tanques alemanes, sacrificando sus vidas para detener al enemigo. 